# 矾山镇 (庐江县)
矾山镇，是中华人民共和国安徽省合肥市庐江县下辖的一个乡镇级行政单位。

## 行政区划
矾山镇下辖以下地区：
铁矿社区属铁矿、新村社区属矾矿、钟山社区、杨山村、古塘村、新中村、乐华村、刘屯村、石峡村、东明村、双庙村、田桥村、徐榜村和砖桥村。